# Idaea townsendi
Idaea townsendi là một loài bướm đêm trong họ Geometridae.